# Steniak
Steniak (1547 m n.p.m.) – szczyt w południowo-zachodniej części Gorganów, które są częścią Beskidów Wschodnich. Jest jednym ze szczytów masywu Strymby.